# Simone Andersen
Simone Qi Andersen (født 17. april 1996) er en kvindelig dansk fodboldspiller, der spiller i forsvaret for FC Nordsjællands kvindehold i Gjensidige kvindeliga.
Hun spillede hendes første officielle landskamp ved EM-turneringen for U/19-landsholdet var den 3. september 2013, mod Schweiz i Boncourt, Schweiz, hvor hun blev skiftet ud i 46' minut som udskiftning for nuværende BSF-spiller Tanya Arngrimsen. Hun har officielt spillet 9 U-landskampe.

## Meritter
- DBUs Landspokalturnering for kvinder:
  - Vinder: 2020
- Elitedivisionen:
  - Bronze: 2020